# Avatha sumatrana
Avatha sumatrana är en fjärilsart som beskrevs av Kobes 1985. Avatha sumatrana ingår i släktet Avatha och familjen nattflyn. Inga underarter finns listade i Catalogue of Life.